# Pavonia gentryi
Pavonia gentryi är en malvaväxtart som beskrevs av Paul Arnold Fryxell. Pavonia gentryi ingår i släktet påfågelsmalvor, och familjen malvaväxter. Inga underarter finns listade i Catalogue of Life.